# Pararaphidoglossa duckei
Pararaphidoglossa duckei är en stekelart som först beskrevs av Edoardo Zavattari 1912.
Pararaphidoglossa duckei ingår i släktet Pararaphidoglossa och familjen Eumenidae. Inga underarter finns listade i Catalogue of Life.